# HMS Collingwood (établissement terrestre)
Pour les articles homonymes, voir HMS Collingwood.
Le HMS Collingwood est un établissement terrestre de formation de la Royal Navy, à Fareham, en Angleterre. C'est l'établissement principal de la Maritime Warfare School  et la plus grande organisation de formation navale d'Europe occidentale.
La Maritime Warfare School est un établissement de formation fédéré comprenant :
- Le HMS Excellent,
- La Defence Diving School (en),
- La Royal Navy Physical Training School [2],
- La School of Hydrography and Meteorology de Plymouth [3],
- La Royal Marines School of Music de la base navale de Portsmouth.

## Historique

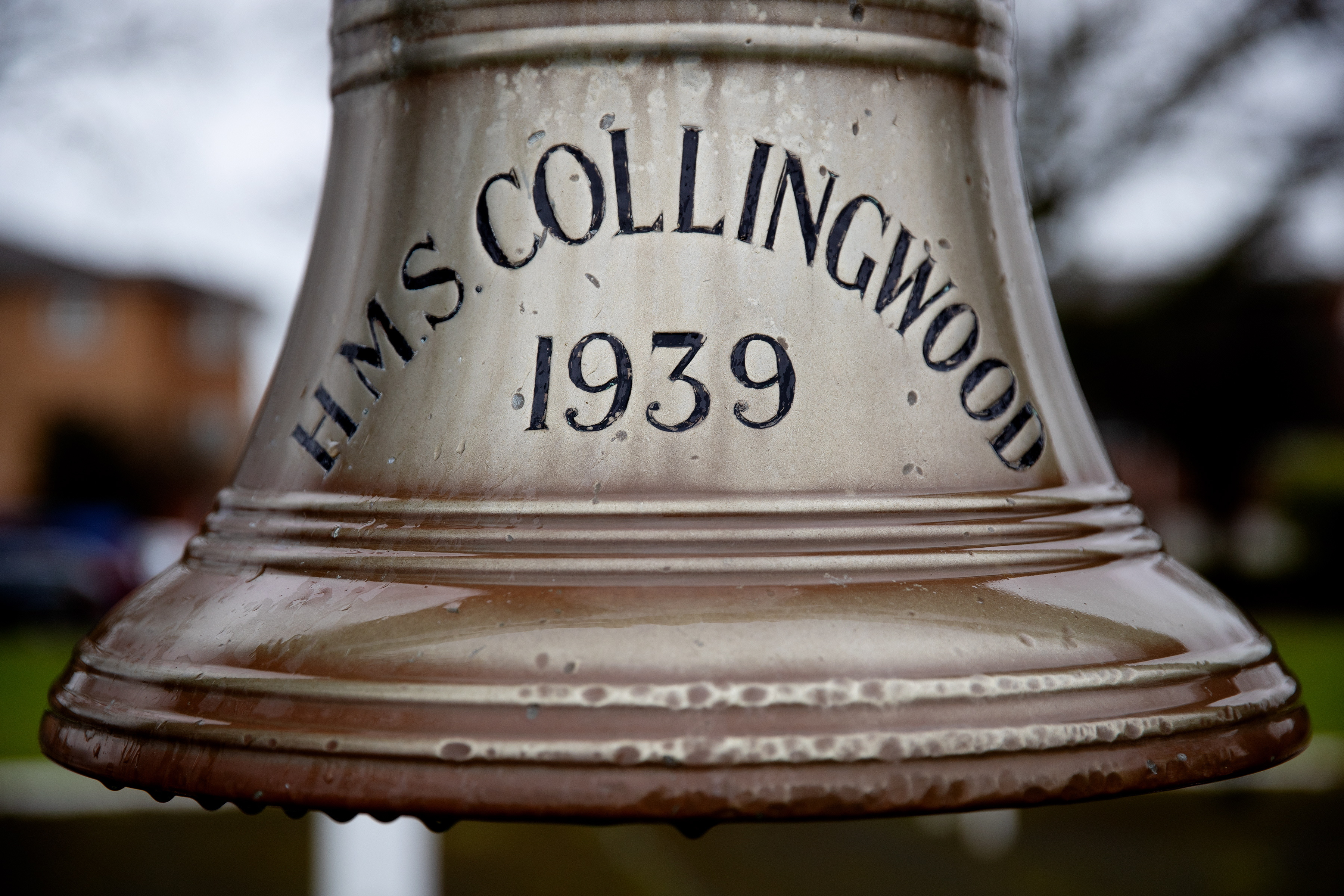
Cloche du HMS Collingwood

Le HMS Collingwood tire son nom de Lord Collingwood, un amiral distingué au tournant du 19e siècle. L'établissement à terre actuel a été mis en service en tant que quatrième HMS Collingwood le 10 janvier 1940, initialement pour instruire les qualifications «hostilités uniquement» de la branche des marins. Les matelots de télégraphie sans fil ont commencé leur formation en juin 1940, et une école de radiogoniométrie a été ajoutée en 1942. En 1946, Collingwood a pris en charge la formation des officiers et des matelots dans l'entretien de tous les équipements électriques et radio de la flotte, à l'exception de celui du Fleet Air Arm.
La Maritime Warfare School a été créée en janvier 2002 dans le cadre de la Defence Training Review (en) du gouvernement britannique avec, en particulier, le transfert d'une formation précédemment suivie au HMS Dryad (shore establishment) (en).
Au printemps 2007, le Maritime Warfare Centre a déménagé au HMS Collingwood depuis le HMS Dryad (maintenant l'établissement tri-service Southwick House (en)) et le parc technologique de Portsdown.
Les Battle honours pour le nom sont la Bataille du Jutland 1916 (remporté par le HMS Collingwood (1908), un cuirassé dreadnought de classe St. Vincent) et la Bataille de l'Atlantique (1939-1945) (remporté par le HMCS Collingwood (en), une corvette de classe Flower). La devise est Ferar unus et idem ("Je continuerai malgré tout").
En novembre 2020, la Royal Navy a annoncé qu'en janvier 2021, le HMS Collingwood accueillerait sa première vague de recrues pour leur programme de formation initiale, un rôle normalement rempli par le HMS Raleigh, et qu'il y aurait des places pour 500 recrues. Collingwood, avec le Britannia Royal Naval College, a assumé ce rôle en raison de l'entraînement du HMS Raleigh à sa capacité maximale en raison d'une augmentation du recrutement.

### Royal Naval Cadets
L'établissement abrite également les Royal Naval Cadets du HMS Collingwood Royal Naval Volunteer Cadet Corps (en). Le VCC est ouvert aux jeunes de 9 à 16 ans qui peuvent servir jusqu'à leur 18e anniversaire ainsi qu'aux bénévoles adultes de 18 à 65 ans.